# Oil and Gas Development Company
Oil and Gas Development Company est une entreprise pakistanaise de prospection, de transformation et de distributions de produits pétroliers. Elle a son siège social implanté à Islamabad. En juin 2010, l'état pakistanais la détenait à 74,82 %.